# Antsohimbondrona
Antsohimbondrona är en ort i Madagaskar.   Den ligger i regionen Diana, i den norra delen av landet, 700 km norr om huvudstaden Antananarivo. Antsohimbondrona ligger 8 meter över havet och antalet invånare är 32 080.
Terrängen runt Antsohimbondrona är mycket platt. Havet är nära Antsohimbondrona åt nordväst. Runt Antsohimbondrona är det ganska tätbefolkat, med 90 invånare per kvadratkilometer. Antsohimbondrona är det största samhället i trakten. Trakten runt Antsohimbondrona består huvudsakligen av våtmarker.